# Перепёлка (танец)
Перепёлка (укр. Перепілка, бел. Перапёлка, Перапёлачка) — украинский и белорусский весенний народный танец-игра (хоровод). Танец исполняется в круге, в центре которого находится участница-«перепёлка». Во время пения «перепёлка» в такт словам песни показывает: то у неё болит головка, то белые рученьки, то ножки и т.д. Во второй части игры идёт старик и нагайку несёт, или милый-чернобровый несёт рубашечку (вариант: новые чоботы). Во всех вариантах игры во второй части «перепёлочка» разрывает круг. Затем игра начинается снова. Украинский танец исполняется в быстром темпе, белорусский — в умеренном.

## Описание

### Украинский вариант
Девушки выбирают одну, которая будет «перепёлкой», становятся в круг лицом в центр и берутся за руки. «Перепёлка» выходит на середину круга.
С 1-го по 8-й такты мелодии первой строфы песни, которую поют девушки:
Ой у перепёлки да головка болит. (2)

Тут была, тут, перепёлочка,

Тут была, тут, сизокрылая,
Оригинальный текст (укр.)Ой у перепілки та голівка болить. (2)

Тут була, тут, перепілочка,

Тут була, тут, сизокрилая,

начиная шаг с правой ноги, идут по кругу против солнца.
В это время «перепёлка» идёт против движения хоровода, берётся руками за голову и качает ею с боку на бок.
С 1-го по 8-й такты мелодии второй строфы на слова:
Ой у перепёлки да плечики болят. (2)

Тут была, тут, перепёлочка,

Тут была, тут, сизокрылая,
Оригинальный текст (укр.)Ой у перепілки та плечиці болять. (2)

Тут була, тут, перепілочка,

Тут була, тут, сизокрилая,

хоровод, начиная шаг с левой ноги, идёт по кругу по солнцу.
«Перепёлка», стоя на месте, кладёт ладонь правой руки на левое плечо. Одновременно наклоняет корпус вправа и немного вперёд. Потом кладет ладонь левой руки на правое плечо, наклоняя корпус влево и немного вперёд, и так далее.
С 1-го по 8-й такты мелодии третьей строфы на слова:
Ой у перепёлки да рученьки болят. (2)

Тут была, тут, перепёлочка,

Тут была, тут, сизокрылая,
Оригинальный текст (укр.)Ой у перепілки та рученьки болять. (2)

Тут була, тут, перепілочка,

Тут була, тут, сизокрилая,

хоровод, начиная шаг с правой ноги, движется по кругу против солнца.
«Перепёлка», идя навстречу движению хоровода, ладонью правой руки гладит левую руку. Одновременно наклоняет корпус вправо и немного вперёд. Затем ладонью левой руки гладит правую руку, наклоняя корпус влево и немного вперёд.
С 1-го по 8-й такты мелодии четвертой строфы на слова:
Ой у перепёлки да коленочки болят. (2)

Тут была, тут, перепёлочка,

Тут была, тут, сизокрылая,
Оригинальный текст (укр.)Ой у перепілки та колінця болять. (2)

Тут була, тут, перепілочка,

Тут була, тут, сизокрилая,

хоровод, начиная шаг с левой ноги, движется по кругу по солнцу.
«Перепёлка» выходит на середину круга и на месте, наклоняясь к земле, касается ладонью правой руки то левого, то правого колена. Потом ладонью левой руки, наклоняясь, касается то правого, то левого колена и т. д.
С 1-го по 8-й такты мелодии пятой строфы на слова:
Ой у перепелки и спинонька болит. (2)

Тут была, тут, перепёлочка,

Тут была, тут, сизокрылая,
Оригинальный текст (укр.)Ой у перепілки та спинонька болить. (2)

Тут була, тут, перепілочка,

Тут була, тут, сизокрилая,

хоровод, начиная шаг с правой ноги, движется по кругу против солнца.
«Перепёлка», медленно идя навсиречу движению хоровода, ладонью правой руки берётся за правый бок, наклоняясь немного назад. Затем ладонью левой руки берётся за левый бок, также наклоняясь назад, и т. д. Под конец этой строфы «перепёлка» кладёт руки на талию, останавливается и сильно наклоняет корпус назад.
С 1-го по 8-й такты мелодии шестой строфы на слова:
Ой у перепёлки да старый мужичок. (2)

Тут была, тут, перепёлочка,

Тут была, тут, сизокрылая.
Оригинальный текст (укр.)Ой у перепілки та старий мужичок. (2)

Тут була, тут, перепілочка,

Тут бу ла, тут, сизокрилая.

хоровод, начиная шаг с левой ноги, движется по кругу посолонь. «Перепёлка», опустив глаза, внимательно прислушивается.
С 1-гo по 2-й такты мелодии се.мои строфы на слова:
Из кладовой идёт и нагайку несёт, (2)
Оригинальный текст (укр.)Із комори йде і нагайку несе, (2)

хоровод сходится к центру.
С 3-го по 4-й такты мелодии, повторяя слова двух попередюх тактш, девушки возвращаются в исходное положение.
С 5-гo по 8-й такты мелодии на слова:
Тут была, тут, перепёлочка,

Тут была, тут, сизокрылая.
Оригинальный текст (укр.)Тут була, тут, перепілочка,

Тут була, тут, сизокрилая.

девушки, начиная шаг с правой ноги, идут по кругу против движения часовой стрелки.
«Перепёлка» сначала мечется по кругу, а потом, съёжившись, останавливается на месте.
С 1-го по 8-й такты мелодии восьмой строфы на слова:
Он нагайку несёт, бородой трясёт. (2)

Тут была, тут, перепёлочка,

Тут была, тут, сизокрылая.
Оригинальный текст (укр.)Він нагайку несе, бородою трясе. (2)

Тут була, тут, перепілочка,

Тут була, тут, сизокрилая.

хоровод повторяет все то, что делал, пропевая предыдущую (седьмую) строфу песни.
«Перепёлка», закрыв руками глаза, вздрагивает плечами, делая вид, что плачет. Затем тыльной стороной кистей обеих рук вытирает слёзы.
С 1-го по 8-й такты мелодии девятой строфы на слова:
А у перепёлки молодой мужичок. (2)

Тут была, тут, перепёлочка,

Тут была, тут, сизокрылая.
Оригинальный текст (укр.)А у перепілки молодий мужичок. (2)

Тут була, тут, перепілочка,

Тут була, тут, сизокрилая.

девушки расходятся на вытянутые руки и, начиная шаг с правой ноги, идут по кругу против движения часовой стрелки.
«Перепёлка» в это время смеётся, весело подпрыгивает. Потом кладет руки на талию и пританцовывает.
С 1-гo по 8-й. такты мелодии десятой строфы на слова:
С базара идёт, черевички несёт. (2)

Тут была, тут, перепёлочка,

Тут была, тут, сизокрылая.
Оригинальный текст (укр.)Із базару йде, черевички несе. (2) 

Тут була, тут, перепілочка,

Тут була, тут, сизокрилая.

хоровод девушек, начиная шаг с левой ноги, передвигается по кругу по ходу часовой стрелки.
«Перепёлка» пытается выбежать из круга. Она разнимает руки девушек в хороводе. При этом участницы хоровода говорят: «добрые замки у моей любимой». Девушка, которая в это время отпустит руку, становится в круг, и хоровод начинают сначала.

### Белорусский вариант
В белорусском варианте аналогичные правила, отличаются только слова песни:

А у перепёлки ручки болят.

 Ты ж моя, ты ж моя

 Перепёлочка,

 Ты ж моя, ты ж моя

 Небольшая.

А у перепёлки ножки болят.

А у перепёлки да коленки болят.

А у перепёлки грудь болит.

А что перапёлка рано встаёт.

А у перепёлки да старенький муж.

А у перепёлки детки малые.

Дзетки плачат, кушать просят.

А у перепёлки хлебушка нет.
Оригинальный текст (бел.)А ў перапёлкi ручкi баляць.

 Ты ж мая, ты ж мая

 Перапёлачка,

 Ты ж мая, ты ж мая

 Невялiчкая.

А ў перапёлкi ножкi баляць.

А ў перапёлкi ды каленцы баляць.

А ў перапёлкi грудцы баляць.

А што перапёлка рана ўстае.

А ў перапёлкi ды старэнькi муж.

А ў перапёлкi дзеткi малыя.

Дзеткi плачуць, есцейкi просяць.

А ў перепёлки хлебца няма.

В некоторых местах в конце хоровода, когда пели, что у перепёлочки «...головка болит», солистка падала на землю, изображая, что перепёлка умерла. На этом хоровод заканчивался.
В 1978 году фирмой «Мелодия» выпущен диск ВИА «Песняры» «Белорусские народные песни в обработке Владимира Мулявина» где была исполнена эта песня в современной обработке.